# Steve Conrad

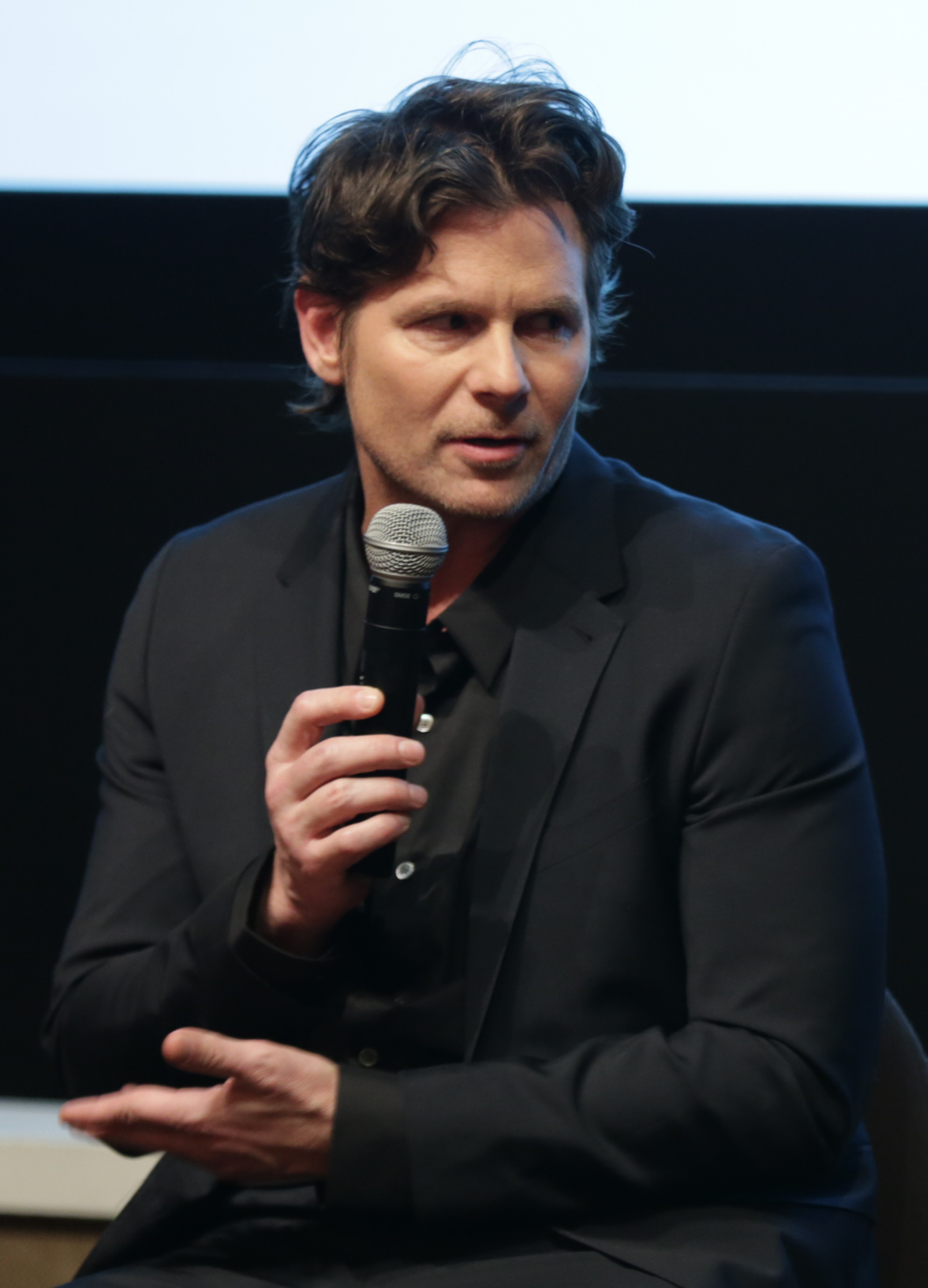
Steve Conrad, vor 2018

Steven „Steve“ Conrad (* 1968 in Fort Lauderdale, Florida) ist ein US-amerikanischer Drehbuchautor, Filmproduzent und Regisseur.

## Leben und Karriere
Geboren in Fort Lauderdale (Florida), besuchte Conrad dort die St. Thomas Aquinas High School und kurzzeitig die Florida State University, bevor an die Northwestern University wechselte. Kurz nachdem er sein Studium an der Northwestern aufgenommen hatte, verkaufte Conrad im Alter von 19 Jahren sein erstes Drehbuch, Walter & Frank – Ein schräges Paar. Es war die Adaption einer Kurzgeschichte, die Conrad für eine Schulklassenaufgabe verfasst hatte. Elf Jahre vergingen, bevor er sein nächstes Projekt, Lawrence Melm, in Angriff nahm. Er schrieb das Drehbuch und führte Regie. Es folgten The Weather Man, den er auch produzierte, Das Streben nach Glück und Topjob – Showdown im Supermarkt, dessen Premiere beim South-by-Southwest-Festival im März 2008 stattfand. 2013 schrieb er das Drehbuch für Das erstaunliche Leben des Walter Mitty nach einer Kurzgeschichte von James Thurber.
Conrad ist der Bruder des Schauspielers Chris Conrad und lebt zurzeit in Chicago.

## Filmografie (Auswahl)

### Als Drehbuchautor
- 1993: Walter & Frank – Ein schräges Paar (Wrestling Ernest Hemingway)
- 2004: Lawrence Melm
- 2005: The Weather Man
- 2006: Das Streben nach Glück (The Pursuit of Happyness)
- 2008: Topjob – Showdown im Supermarkt (The Promotion)
- 2011: Connie Banks the Actor (Fernsehfilm)
- 2013: Das erstaunliche Leben des Walter Mitty (The Secret Life of Walter Mitty)
- 2015–2018: Patriot  (Fernsehserie, auch als Regisseur und ausführender Produzent)
- 2017: Wunder (Wonder)

### Als Regisseur
- 2004: Lawrence Melm
- 2008: Topjob – Showdown im Supermarkt
- 2011: Connie Banks the Actor

### Als Produzent
- 2005: The Weather Man